# Фернандес, Яна
Яна Фернандес Веласко (исп. Jana Fernández Velasco; род. 18 февраля 2002, Марторель, Каталония) — испанская футболистка, правый защитник клуба «Барселона» и национальной сборной Испании

## Клубная карьера
Фернандес родилась в Мартореле, провинция Барселона. Она начала заниматься футболом в академии Ла Масии в 2014 году в возрасте 12 лет.
Фернандес дебютировала за «Барселону» в ноябре 2018 года в возрасте 16 лет и 9 месяцев. Она была вторым самым молодым дебютантом клуба после получения клуба профессионального статуса в 2015 году.
Летом 2020 года Фернандес подписала свой первый полноценный контракт сроком на три сезона.
10 марта 2021 года она впервые вышла в стартовом составе в Лиге чемпионов против датской команды «Фортуна» (5:0). В том же году «Барселона» впервые в своей истории выиграла данный турнир. Фернандес провела 16 матчей в национальной лиге в своём первом профессиональном сезоне, которую «Барселона» также выиграла. 27 мая 2021 года Фернандес дебютировала в Кубке королевы в победном матче против «Мадрида» (4:0). 30 мая «Барселона» выиграла национальный Кубок и завершила сезон обладателем «требла».
Фернандес забила свой первый гол за «Барселону» в 2021 году в ворота «Алавеса» (9:1). 14 февраля 2022 года клуб объявил, что Фернандес порвала крестообразную связку правого колена и выбыла из строя до конца сезона 2021/2022. Она завершила сезон с 18 матчами и 2 голами. Травмы и дискомфорт продолжали сокращать её игровое время в сезоне 2023/2024, хотя к концу сезона она добилась большей стабильности и ей давали больше игрового времени.

## Карьера за сборную
Фернандес выступала за несколько молодёжных сборных Испании, включая до 17 лет, до 19 лет и до 20 лет.
Она была частью сборной Испании (до 17), которая выиграла чемпионат Европы 2018 года. Выиграв европейский турнир, Испания автоматически получила право на участие в чемпионате мира 2018 года. Фернандес сыграла во всех матчах за команду, которая выиграла турнир. Этот чемпионат мира стал первым, выигранный испанскими футболистками в любой возрастной категории.

## Достижения

### Клубные
- Чемпионка Испании: 2020/21, 2021/22, 2022/23, 2023/24
- Обладательница Кубка Испании: 2020/21[англ.], 2023/24
- Обладательница Суперкубка Испании: 2019/20, 2021/22, 2022/23, 2023/24
- Победительница Лиги чемпионов УЕФА: 2020/21[13], 2022/23[14], 2023/24[15]

### Международные
- Чемпионка мира (до 17 лет): 2018
- Чемпионка Европы (до 17 лет): 2018